# 彭应登
彭應登，環境地理學博士，北京環科院教授級高工，主要從事區域環評與規劃、大氣污染控制研究工作。區域環境影響評價與城市大氣PM2.5累積效應分析領域的早期研究者。代表性著作和論文有「區域開發環境影響評價」、「累積影響研究及其意義」、「北京氨源排放及其對二次粒子生成的影響」、「北京雾霾天形成的原因及特点浅析」。